# Hugo Geissler
Hugo Geissler, född 25 februari 1908 i Strassburg, död 12 juni 1944 i Murat, var en tysk SS-Hauptsturmführer. Han var kommendör för Sicherheitspolizei (Sipo) och Sicherheitsdienst (SD) i Vichy. Geissler, som beordrade massarresteringar och dödande av gisslan, sköts ihjäl av maquisarder.